# A.S. Giana Erminio
Associazione Sportiva Giana Erminio Srl là một câu lạc bộ bóng đá Ý có trụ sở tại Gorgonzola, Lombardy.

## Lịch sử
Câu lạc bộ được thành lập vào năm 1909 với tên Unione Sportiva Argentia, và sau đó lấy tên hiện tại để vinh danh Erminio Giana, một người chiến sĩ sinh ra ở Gorgonzola. Sau nhiều thập kỷ thi đấu tại các giải đấu khu vực Ý, trong mùa giải 2012-13, câu lạc bộ đã giành chiến thắng ở nhóm B của Eccellenza Lombardy và lần đầu tiên được thăng hạng lên Serie D trong lịch sử. Mùa tiếp theo, đội đã giành chiến thắng ở bảng A của Serie D 2013-2014, được thăng hạng lên Serie C 2014-15.
Kể từ mùa giải đầu tiên, câu lạc bộ chơi như một đội bóng tầm trung trong giải đấu, cũng đủ điều kiện tham dự vòng play-off thăng hạng trong mùa giải 2016-17. Vào tháng 6 năm 2018, huấn luyện viên trưởng lâu năm 68 tuổi Cesare Albè đã kết thúc nhiệm kỳ 22 năm của mình phụ trách câu lạc bộ để trở thành phó chủ tịch của câu lạc bộ; ông được trợ lý Raul Bertarelli thay thế làm huấn luyện viên trưởng. 

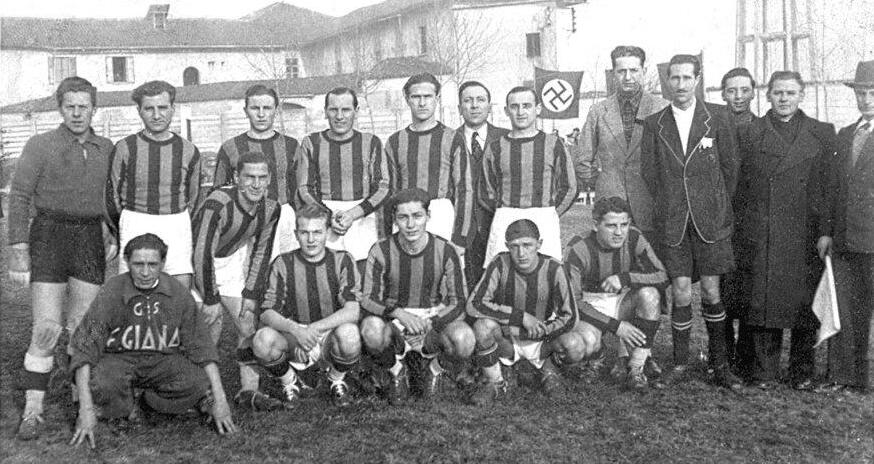
A.S Giana Erminio nel 1939

## Màu sắc và huy hiệu
Màu sắc của đội là trắng và xanh da trời.

## Danh hiệu
- Eccellenza:
  - Thăng hạng Serie D: 2012-13
- Serie D:
  - Vô địch Serie D Girone A: 2013-14